# Arrampicata sportiva ai Giochi mondiali 2022 - Lead femminile
La gara di lead femminile di arrampicata sportiva ai Giochi mondiali 2022 si è svolta il 16 luglio 2022 a Birmingham.

## Risultati
| Rank | Atleta              | Qualificazione | Qualificazione | Finale | Finale |
| Rank | Atleta              | HR             | Rank           | HR     | Rank   |
| ---- | ------------------- | -------------- | -------------- | ------ | ------ |
| 1    | Jessica Pilz        | 35+            | 2              | 42+    | 1      |
| 2    | Natsuki Tanii       | 99             | 1              | 35     | 2      |
| 3    | Lana Skušek         | 31+            | 6              | 34+    | 3      |
| 4    | Ignacia Mellado     | 31+            | 6              | 33     | 4      |
| 5    | Ievgeniia Kazbekova | 32+            | 3              | 32+    | 5      |
| 5    | Salomé Romain       | 32+            | 3              | 32+    | 5      |
| 7    | Momoko Abe          | 32+            | 3              | 31+    | 7      |
| 8    | Chloé Caulier       | 28+            | 8              | 29     | 8      |
| 9    | Ayala Kerem         | 27+            | 9              | DNQ    | DNQ    |
| 10   | Cloe Coscoy         | 26+            | 10             | DNQ    | DNQ    |
| 11   | Lucija Tarkuš       | 15             | 11             | DNQ    | DNQ    |
| 12   | Lauren Mukheibir    | 14             | 12             | DNQ    | DNQ    |